# FBXO5
FBXO5 (англ. F-box protein 5) – білок, який кодується однойменним геном, розташованим у людей на короткому плечі 6-ї хромосоми. Довжина поліпептидного ланцюга білка становить 447 амінокислот, а молекулярна маса — 50 146.
| 10         |  | 20         |  | 30         |  | 40         |  | 50         |
| ---------- |  | ---------- |  | ---------- |  | ---------- |  | ---------- |
| MSRRPCSCAL |  | RPPRCSCSAS |  | PSAVTAAGRP |  | RPSDSCKEES |  | STLSVKMKCD |
| FNCNHVHSGL |  | KLVKPDDIGR |  | LVSYTPAYLE |  | GSCKDCIKDY |  | ERLSCIGSPI |
| VSPRIVQLET |  | ESKRLHNKEN |  | QHVQQTLNST |  | NEIEALETSR |  | LYEDSGYSSF |
| SLQSGLSEHE |  | EGSLLEENFG |  | DSLQSCLLQI |  | QSPDQYPNKN |  | LLPVLHFEKV |
| VCSTLKKNAK |  | RNPKVDREML |  | KEIIARGNFR |  | LQNIIGRKMG |  | LECVDILSEL |
| FRRGLRHVLA |  | TILAQLSDMD |  | LINVSKVSTT |  | WKKILEDDKG |  | AFQLYSKAIQ |
| RVTENNNKFS |  | PHASTREYVM |  | FRTPLASVQK |  | SAAQTSLKKD |  | AQTKLSNQGD |
| QKGSTYSRHN |  | EFSEVAKTLK |  | KNESLKACIR |  | CNSPAKYDCY |  | LQRATCKREG |
| CGFDYCTKCL |  | CNYHTTKDCS |  | DGKLLKASCK |  | IGPLPGTKKS |  | KKNLRRL    |

A: Аланін

C: Цистеїн

D: Аспарагінова кислота

E: Глутамінова кислота

F: Фенілаланін

G: Гліцин

H: Гістидин

I: Ізолейцин

K: Лізин

L: Лейцин

M: Метіонін

N: Аспарагін

P: Пролін

Q: Глутамін

R: Аргінін

S: Серин

T: Треонін

V: Валін

W: Триптофан

Кодований геном білок за функцією належить до фосфопротеїнів. 
Задіяний у таких біологічних процесах, як клітинний цикл, поділ клітини, мітоз, убіквітинування білків, альтернативний сплайсинг. 
Білок має сайт для зв'язування з іонами металів, іоном цинку. 
Локалізований у цитоплазмі, цитоскелеті, ядрі.